# Loredana Boboc
Loredana Boboc (Bukarest, 1984. május 12. –) olimpiai és világbajnok román tornász.
2000-ben felkerült a Nemzetközi Torna Szövetség Világszínvonalú tornászok listájára.

## Életpályája
Hat éves korában, 1990-ben kezdett tornázni a bukaresti CSS nr. 3 Steaua Sportklubban, ahol Eliza Stoica és Elena Ceampelea voltak az edzői. A nemzeti válogatotthoz kerülve Octavian Bellu, Mariana Bitang, Lucian Sandu és Adrian Boboc edzették.
2000-ben a párizsi Európa-bajnokságon bronzérmes lett a csapattal.
Mindkét világbajnoki címét a csapattal szerezte: az elsőt 1999-ben Tiencsinben, a másodikat 2001-ben Gentben.
Sydneyben a 2000. évi nyári olimpiai játékokon a csapattal nyert aranyérmet.

## Visszavonulása után
2001-ben történt visszavonulását követően, a Bukaresti Nemzeti Testnevelési és Sport Egyetemen diplomázott, majd edzőként tevékenykedett.
A Iubire ca in filme című 2006-os román televíziós sorozatban a Carmen nevű karaktert alakította.

## Díjak, kitüntetések
1999-ben Déva városa díszpolgárává avatta.
A Román Torna Szövetség 1999 és 2001 között minden évben beválasztotta az év tíz legjobb női sportolója közé.
2000-ben Kiváló Sportolói címmel tüntették ki, ugyanekkor felkerült a Nemzetközi Torna Szövetség Világszínvonalú tornászok listájára.
Ugyancsak 2000-ben az Érdemért Nemzeti Érdemrend parancsnoki fokozatával, 2008-ban a Sport Érdemrend I. osztályával tüntették ki.